# Davi Ferreira
Davi Ferreira, mais conhecido como Duque (Belo Horizonte, 15 de maio de 1928 — Rio de Janeiro, 16 de julho de 2017), foi um treinador e futebolista brasileiro, que atuou como zagueiro.

## Carreira

### Como jogador
Foi jogador de futebol nos anos 1940 e anos 1950, jogando por Cruzeiro, Fluminense, Vasco da Gama e Canto do Rio, onde encerrou sua carreira.

### Como treinador
Tornou-se técnico nos anos 1960 e conquistou nada menos do que quatro dos seis títulos do hexacampeonato pernambucano do Náutico, em 1964, 1966, 1967 e 1968. Ainda conquistou os títulos pernambucanos de 1970 e 1971 (pelo Santa Cruz) e o de 1975 (pelo Sport).
Em suas duas passagens pelo Corinthians, quase conseguiu o título perseguido durante mais de vinte anos. Na primeira, em 1972, levou o time as semifinais do Campeonato Brasileiro. Na segunda, entre 1976 e 1977, treinava a equipe na tarde da invasão corintiana ao Maracanã, contra o Fluminense (1 a 1, em 5 de dezembro de 1976), em que o Corinthians ganhou nos pênaltis o direito de ir à final contra o Internacional, onde acabou sendo vice-campeão.
Folclórico, se despediu do clube durante a campanha do título paulista de 1977. Foi também campeão carioca em 1973, pelo Fluminense.

## Títulos

### Como jogador
Fluminense
- Copa das Municipalidades do Paraná: 1953[1]

### Como treinador
Náutico
- Campeonato Pernambucano: 1964, 1966, 1967 e 1968

Santa Cruz
- Campeonato Pernambucano: 1970 e 1971

Fluminense
- Campeonato Carioca: 1973
- Torneio Internacional de Verão do Rio de Janeiro: 1973[1]

Sport
- Campeonato Pernambucano: 1975

Corinthians
- Torneio Laudo Natel: 1973[2]
- Campeonato Paulista: 1977

Olaria
- Campeonato Brasileiro de Futebol - Série C (na época, chamado de Taça de Bronze): 1981

## Campanhas de destaque

### Como treinador
Corinthians
- Campeonato Brasileiro: 1972 (semifinalista) e 1976 (vice-campeão)